# Bernard Vitet
Pour les articles homonymes, voir Vitet.

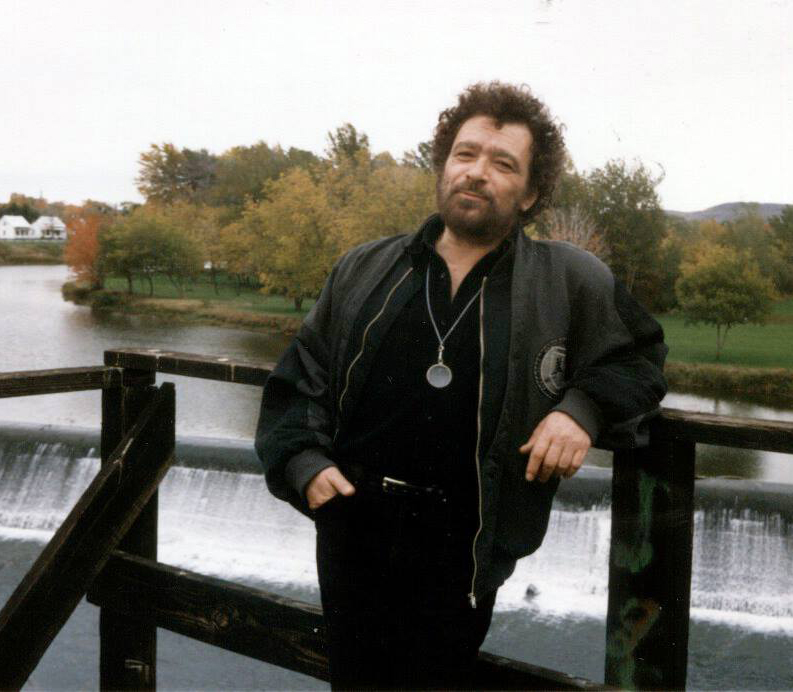
Bernard Vitet à Victoriaville

Bernard Vitet, né le 26 mai 1934 à Paris où il est mort le 3 juillet 2013,, est un compositeur français, trompettiste, multi-instrumentiste et cofondateur du premier groupe de free jazz en France en 1964 avec François Tusques, du Unit avec Michel Portal en 1972 et du collectif Un drame musical instantané avec Jean-Jacques Birgé et Francis Gorgé en 1976.
Sa collaboration avec Jean-Jacques Birgé durera 32 ans, pendant lesquels ils cosignent plusieurs centaines de pièces et montent quantité de spectacles où la musique se mêle au cinéma, au théâtre, à la radio, à la littérature, à la danse et aux nouvelles technologies.

## Biographie
Bernard Vitet participe à la première rencontre entre jazz et musique contemporaine avec Bernard Parmegiani et Jean-Louis Chautemps. Dans les années 1960, il accompagne notamment Serge Gainsbourg, Barbara et Yves Montand, Claude François, Brigitte Bardot, Marianne Faithfull, Colette Magny et Brigitte Fontaine. Il joue avec les plus grands jazzmen de Lester Young à Archie Shepp, d'Anthony Braxton à Don Cherry, de Chet Baker à l'Art Ensemble of Chicago, de Steve Lacy à Gato Barbieri, de Jean-Luc Ponty à Martial Solal. Dans ses jeunes années il a la chance de jouer avec Django Reinhardt, Gus Viseur, Eric Dolphy, Albert Ayler...
Sous son propre nom il enregistre Surprise-partie avec Bernard Vitet, La Guêpe sur des textes de Francis Ponge, ainsi que Mehr Licht !, et près de 200 autres disques avec les précités ainsi que Jean-Claude Fohrenbach, Georges Arvanitas, Sunny Murray, Michel Pascal, Alan Silva, Alexander von Schlippenbach, Hubert Rostaing, Alix Combelle, Ivan Jullien, Christian Chevalier, Jef Gilson, Jack Diéval, Jac Berrocal, Hélène Sage... Il enregistre également Un drame musical instantané (17 albums). En 1995, il signe le disque de chansons Carton avec Birgé, avec qui il collabore pour des musiques de films, d'expositions, de CD-Roms.
De 1976 à 2008, l'essentiel de son activité est consacrée au collectif Un drame musical instantané qui initie le retour du ciné-concert avec 24 films muets au répertoire dont les plus joués furent Le Cabinet du docteur Caligari de Robert Wiene, La Glace à trois faces et La Chute de la maison Usher de Jean Epstein. Avec le Drame, en trio ou en grand orchestre, il enregistre plus d'une quinzaine d'albums, et les disques de chansons Crasse-Tignasse et Carton avec Jean-Jacques Birgé proposent une nouvelle direction à leur collaboration où l'improvisation cède progressivement la place à la composition.
Bernard Vitet invente aussi toute une lutherie originale et des objets étonnants pour Georges Aperghis, Tamia et Françoise Achard. En plus de la trompette, il chante et se produit souvent au bugle, et parfois au piano, au cor d'harmonie ou au violon.
Il compose des musiques de scène pour Jean-Marie Serrault ainsi que des musiques de films comme Les Cœurs verts d'Édouard Luntz ou L'Ombre de la pomme de Robert Lapoujade.
Il meurt le 3 juillet 2013 , d'insuffisance respiratoire.

## Sources
- Philippe Carles et Jean-Louis Comolli, Free Jazz Black Power, Ed. Champ Libre, coll.10-18, 1971, p. 418-419
- Philippe Carles, André Clergeat et Jean-Louis Comolli, Dictionnaire du jazz, Paris, Robert Laffont, coll. « Bouquins », 1994 (ISBN 2-221-07822-5), p. 1220-1221.
- Entretien avec Bernard Vitet, Le cours du temps, Les Allumés du Jazz n°5, début 2001, Mediapart [34]
- Francis Marmande, « Mort de Bernard Vitet, compositeur, trompettiste, multi-instrumentiste », Le Monde du 6 juillet 2013[33]